# A&F - Ale e Franz Show
A&F - Ale e Franz Show è un programma televisivo italiano di genere comico, trasmesso da Italia 1 dal 30 ottobre 2011.

## Format
Ideato da Fatma Ruffini, lo show, come si evince dal titolo, è presentato ed orchestrato dal duo comico Ale e Franz, formato da Alessandro Besentini e Francesco Villa. Ad affiancarli nella realizzazione degli sketch e in studio sono presenti Miriam Leone, Alessandro Betti e Katia Follesa. La regia è di Latino Pellegrini. Il primo episodio andò in onda domenica 30 ottobre alle 21.25.